# Висконти-Борромео-Арезе, Джулио
Джулио Висконти Борромео Арезе (итал. Giulio Visconti Borromeo Arese; 1664, Милан, Миланское герцогство — 20 декабря 1750, там же) — итальянский государственный, военный и дипломатический деятель, граф Пьеве ди Бреббиа. Вице-король Неаполя с 1733 по 1734 г.

## Биография
Сын графа Фабио Висконти и Маргариты, урождённой Арезе. Последний представитель аристократического рода Италии периода Средневековья, боковой ветви дворянского рода Висконти, восходящей к Карлу Великому.
После окончания Войны за испанское наследство поступил на службу Габсбургской монархии, новым правителям его родины Миланского герцогства.
В 1726 году был назначен полномочным министром. Тогда же ему были поручены дипломатические миссии в Лондоне. Посол Австрии в Лондоне (1727—1728).
С 1726 по 1732 года был штатгальтером и возглавлял администрацию Австрийских Нидерландов. С 1733 года до конца правления Габсбургов был вице-королём Неаполитанского королевства.
По указу императора Священной Римской империи Карла VI с 18 июня 1738 года стал грандом Испании, кавалером ордена Золотого руна, тайным статским советником, генералом от артиллерии и обер-гофмейстером императрицы.